# Bend Her
«Bend Her» (укр. «Згиналочка») — тринадцята серія четвертого сезону анімаційного серіалу «Футурама», що вийшла в ефір у Північній Америці 20 липня 2003 року.
Автор сценарію: Майкл Роу.
Режисер: Джеймс Пердем.
Прем'єра в Україні відбулася 14 жовтня 2007 року.

## Сюжет
У Новому Нью-Йорку проводяться Олімпійські ігри 3004 року. Гермес, згадавши молодість, приєднується до ямайської команди з лімбо, проте втрачена фізична форма не дає йому навіть надії на перемогу. Професор Фарнсворт пропонує свою допомогу: спеціальний спортивний костюм, який перерозподіляє жир у тілі, зсуваючи центр ваги до колін. На біговій доріжці Гермес стикається зі своїм давнім суперником — зразковим атлетом на ім'я Барбадос Слім. Під час забігу Гермесу вдається випередити Барбадоса, але за кілька метрів до фінішу костюм раптово виходить з ладу, і Гермес збиває планку животом. Його дискваліфікують.
Тим часом Бендер вирішує взяти участь у змаганнях зі згинання, вдавши робота жіночої статі (фембота). Виступивши під іменем Койлетт (від англ. coil — звивати, змотувати) із вигаданого «Великого князівства Робонія», він легко випереджає всіх суперниць. Отримавши п'ять золотих медалей, Бендер тріумфує, доки організатори не оголошують перевірку статі серед медалістів. Щоби уникнути ганьби, Бендер просить професора нашвидкуруч змінити його стать, що той і робить у медичному наметі, заливши йому замість «чоловічого» мастила «жіноче» і відрізавши антену. 
Чемпіонка «Койлетт» потрапляє до центру уваги ЗМІ. Отримавши запрошення на вечірнє телешоу з Гуморботом 5.0, Бендер демонструє поведінку, яка ображає всіх жінок, проте підкоряє серце присутнього в студії Калькулона. Той негайно запрошує Койлетт на побачення. Стосунки між двома роботами поступово розвиваються, хоча Бендер і стверджує, що зустрічається з Калькулоном лише заради слави і грошей. Згодом Калькулон пропонує Бендеру-Койлетт шлюб, на який той несподівано погоджується. Шокованих друзів Бендер заспокоює, розкривши аферистичний план одружитися з Калькулоном, щоби згодом розлучитися і отримати половину його статку. Втім, під час чергового побачення Бендер розуміє, що Калькулон по-справжньому закохався в його жіноче альтер-еґо, і це глибоко зворушує його. Професор Фарнсворт вбачає в цьому симптом перетворення Бендера на справжнього фембота під впливом жіночого мастила. 
Щоби врятувати Бендера і водночас не розбити серце Калькулона, Фрай, Ліла, Емі та доктор Зойдберґ вигадують і розігрують складний сценарій в дусі телевізійної «мильної опери»: під час весільної церемонії Койлетт несподівано помирає. Під враженням від цих подій Калькулон вирішує зняти кінофільм, присвячений пам'яті коханої. Фільм демонструють на телебаченні саме в той час, коли професор повертає Бендерові чоловічу стать. До робота повертаються всі його звичні манери (а також антена на голові, яка дивним чином «відростає»), втім, під час сцени смерті Койлетт у фільмі його очі наповнюються слізьми.

## Пародії, алюзії, цікаві факти
- Оригінальний заголовок серії містить у собі (за твердженням продюсера серіалу Девіда Коена) «потрійний каламбур»: алюзії на назву фільму «Бен-Гур», на поняття «ґендерне згинання» і на ім'я самого Бендера.
- Назва «Велике князівство Робонія» (англ. Grand Duchy of Robonia) є алюзією на «Велике Князівство Литовське» (англ. Grand Duchy of Lithuania).
- Для перетворення на жінку Бендеру вводять «фемзойл» («жіноче мастило»), а згодом, повертаючи йому чоловічу стать — «тестостеройл».